# Exacanthomysis davisi
Exacanthomysis davisi är en kräftdjursart som först beskrevs av A. H. Banner 1948.  Exacanthomysis davisi ingår i släktet Exacanthomysis och familjen Mysidae. Inga underarter finns listade i Catalogue of Life.